# مارتن غارسيا
مارتن غارسيا (بالإنجليزية: Martin Garcia)‏ هو فارس أمريكي، ولد في 23 أكتوبر 1984 في مدينة فيراكروز في المكسيك.